# Откровение Иоанна Богослова, 8

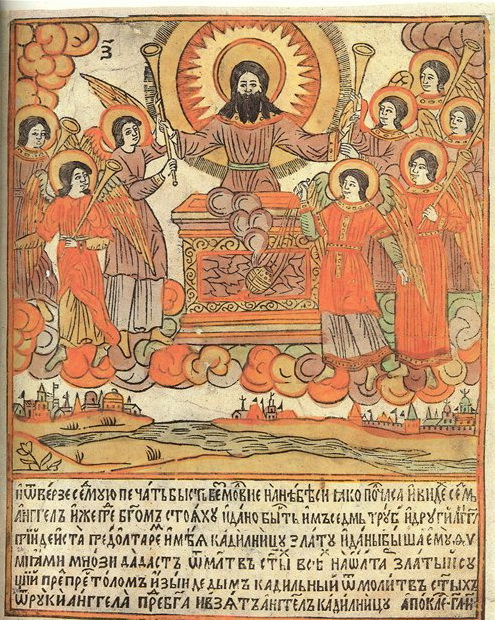
Господь вручает 7 ангелам 7 труб. Гравюра из «Библии для бедных» Василия Кореня, 1692—1696

Откровение Иоанна Богослова, Глава 8 — восьмая глава Книги Апокалипсиса (8:1—13), в которой происходит снятие 7-й печати и четыре из семи ангелов трубят в свои трубы, отчего происходит множество стихийных бедствий.

## Структура
- Снятие 7-й печати. Ангел с золотой кадильницей (Отк. 8:1-6)
- Первый ангел вострубил в первую трубу — град и огонь, смешанные с кровью (8:7)
- Второй ангел вострубил — гора, пылающая огнём и низверженная в море (8:8-9)
- Третий ангел — звезда «Полынь» (8:10-11)
- Четвёртый ангел — поражение третьей части солнца, луны и звёзд (8:12-13)

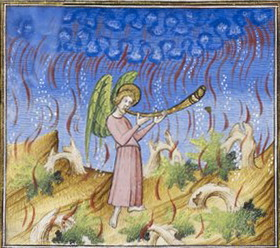
1-я труба: огненный дождь
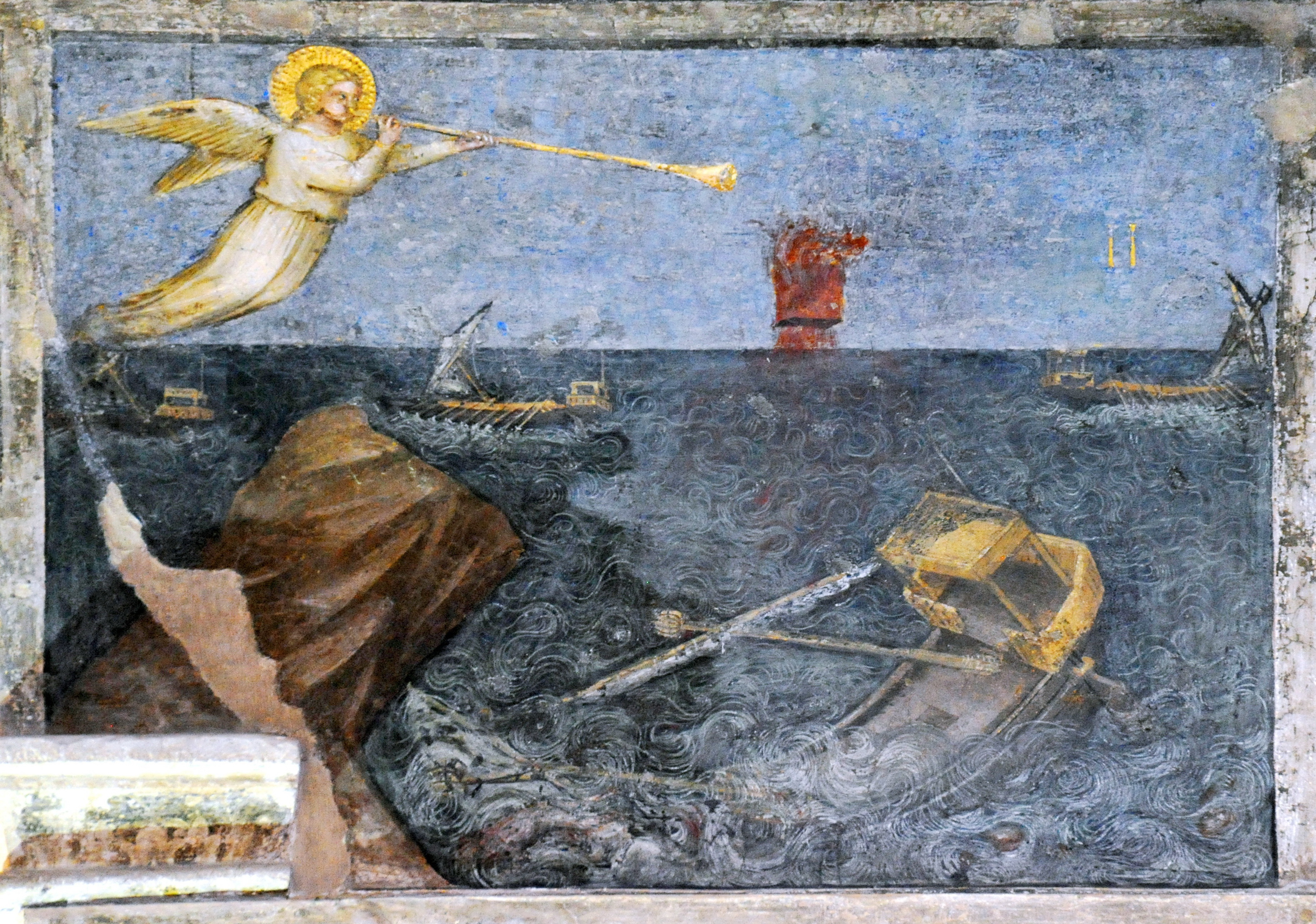
2-я труба: огненная гора в море
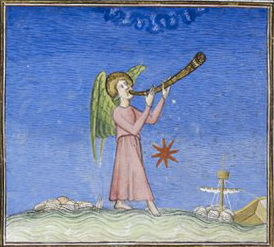
3-я труба: звезда Полынь
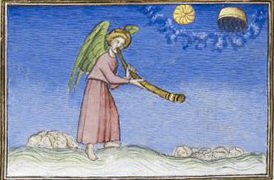
4-я труба: затмение

## Содержание
Агнец снимает 7-ю печать с Книги, отчего на небесах наступает безмолвие. Семь ангелов получают семь труб. Ещё один ангел появляется перед алтарём, в руках у него золотая кадильница, полная фимиама, с дымом которого возносятся молитвы к Богу. Ангел берёт кадильницу, наполняет ее огнём с алтаря и бросает на землю, отчего там случаются голоса, громы, молнии и землетрясение.
Семь ангелов начинают трубить в семь труб. После того, как вострубил 1-й ангел, на землю падают град и огонь, смешанные с кровью; сгорает третья часть деревьев и вся трава. После 2-й трубы в море падает огромная скала, пылающая огнём. От этого третья часть моря становится кровью, умирает третья часть обитателей моря и гибнет третья часть кораблей.
3-й ангел трубит, и с неба падает звезда по имени «Полынь», на третью часть рек и на источники, от этого третья часть вод становится полынью по вкусу, горькими, и многие люди умирают от этого. 4-й ангел трубит, и от этого поражается, затмевается третья часть солнца, луны, и звёзд.
После этого по небу летит ещё один ангел, который кричит «горе, горе, горе», обещая его оставшимся на земле от предстоящих трёх труб.

### Упомянуты
- Книга за семью печатями
- Семь труб Апокалипсиса
- Семь ангелов присутствия
- Звезда Полынь

## Толкование
Бедствия, которые начинаются после того, как ангелы трубят — это в расширенном виде версии казней египетских. Безмолвие, наступающее на небе — это символ надвигающейся грозы. Фимиам — это молитвы святых, поднимающиеся к небу. После того, как кадильница повержена на землю, «наступает момент встречи Божьей правды с человеческой неправдой». Все бедствия, связанные с первой трубой, взяты из Книги Исхода (Исх 9:23-25). В русском синодальном переводе последняя строчка главы звучит как «…И видел я и слышал одного Ангела, летящего посреди неба и говорящего громким голосом: горе, горе, горе…». Однако в большинстве древних рукописей упоминается не ангел, а орёл.
Получасовое молчание на небесах, возможно, нужно было, чтобы все молитвы святых успели взойти к небесам и были услышаны. Сцена, в которой ангел бросает горячую кадильницу с небес, и это падение является прелюдией дальнейших бедствий — навеяна видением Иезекииля, где человек, одетый в льняную одежду, берёт угли из-под херувимов и бросает их на город (Иез. 10:2) и видением пророка Исаии, в котором серафим касается углём, взятым с жертвенника, его уст (Ис. 6:6). Но тут, по мнению комментаторов, возникает новый нюанс: «молитвы святых возвращаются на землю гневом», молитвы святых вызывают месть на тех, кто дурно со святыми обращался. 
В ветхозаветных и новозаветных видениях трубы всегда символизируют непосредственное вмешательство Бога в историю. Звук трубы может символизировать три вещи: сигнал тревоги, фанфары о прибытии царя или призыв к битве. Страдают не все предметы целиком, а лишь треть, потому что это только вступление к грядущим бедствиям. Помимо казней египетских, использованы следующие ветхозаветные образы: пророчество пророка Иоиля о дне, когда солнце превратится во тьму, а луна — в кровь (Иоил. 2,10.31) и пророчество Софонии о Дне Господнем Бог говорит: «Истреблю людей и скот, истреблю птиц небесных и рыб морских» (Соф. 1,3). Полынь — плод идолопоклонства (Втор. 29,17.18), Бог грозил через Иеремию, что он накормит их полынью и напоит водой с желчью (Иер. 9,14.15; 23,15), она всегда символизировала горечь суда Божьего над ослушниками.

## Иконография
Сцены бедствий после первых четырёх трубящих ангелов, благодаря своей зрелищности пользовались достаточной популярностью. Помимо традиционно подробного отражения эпизодов в книжной миниатюре, стоит упомянуть столь же тщательное изображение бедствий во фресковом цикле в падуанском баптистерии, созданном Джусто де Менабуои ок. 1376 года. Помимо изображения 4 ангелов с трубами, отдельно иллюстрировались предшествующие эпизоды: получение ангелом кадильницы, опорожнение горящей кадильницы на землю, а также вручение 7 ангелам 7 труб. В иллюстрировании 4-й трубы отдельно выделяется подэпизод, посвящённый плачу орла, который иногда сопровождался надписью «voe voe» (горе, горе).

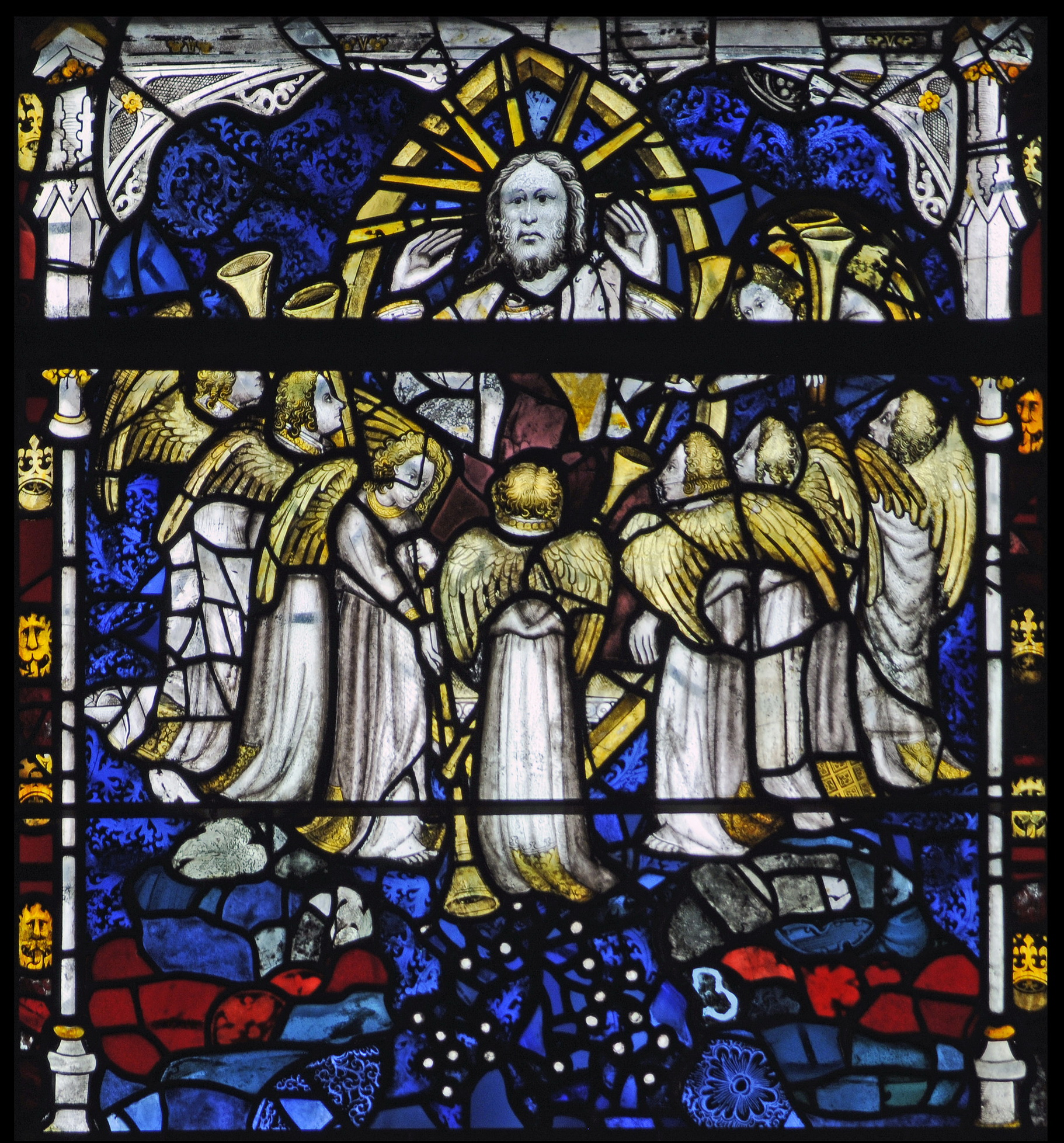
Ангелы получают 7 труб, витраж Йоркского собора, 1405-8 гг.
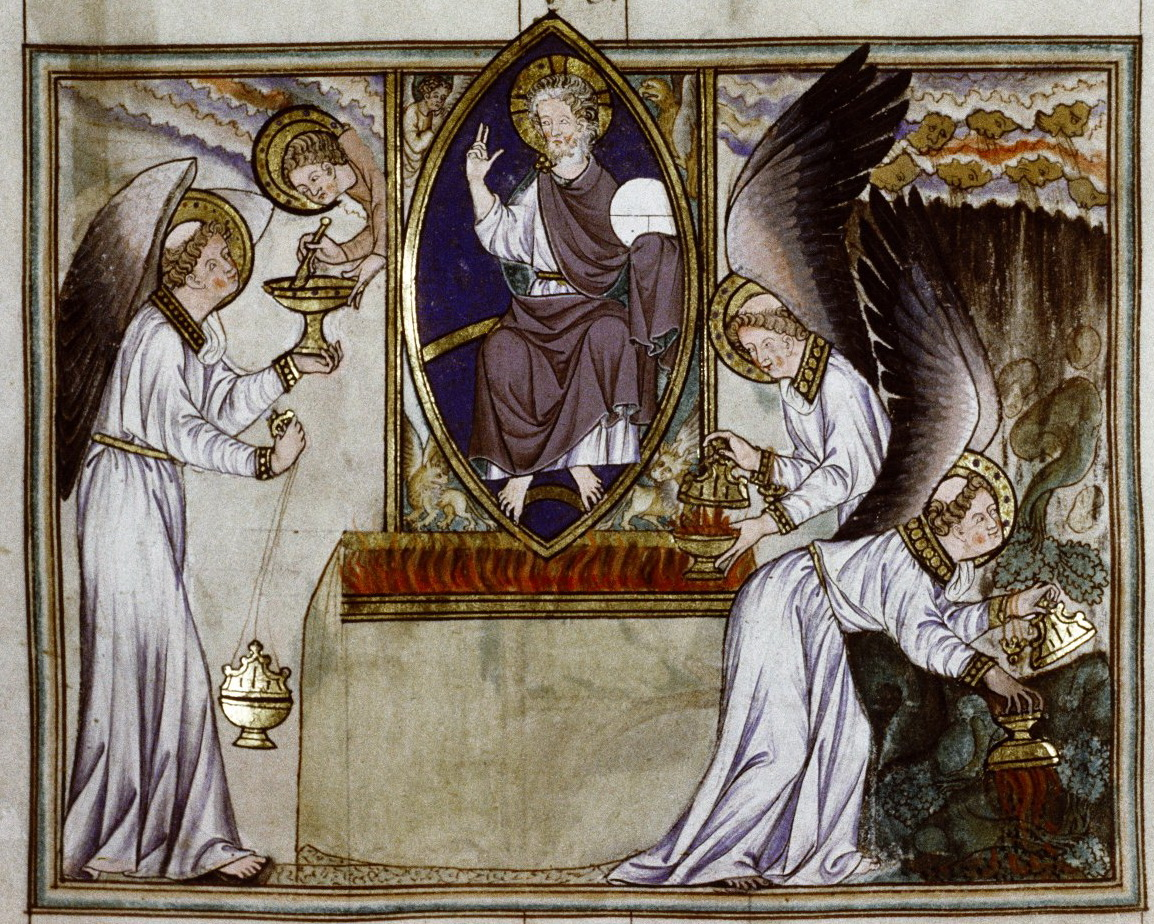
Ангел с кадильницей, миниатюра из Douce Apocalypse[англ.], около 1265-70
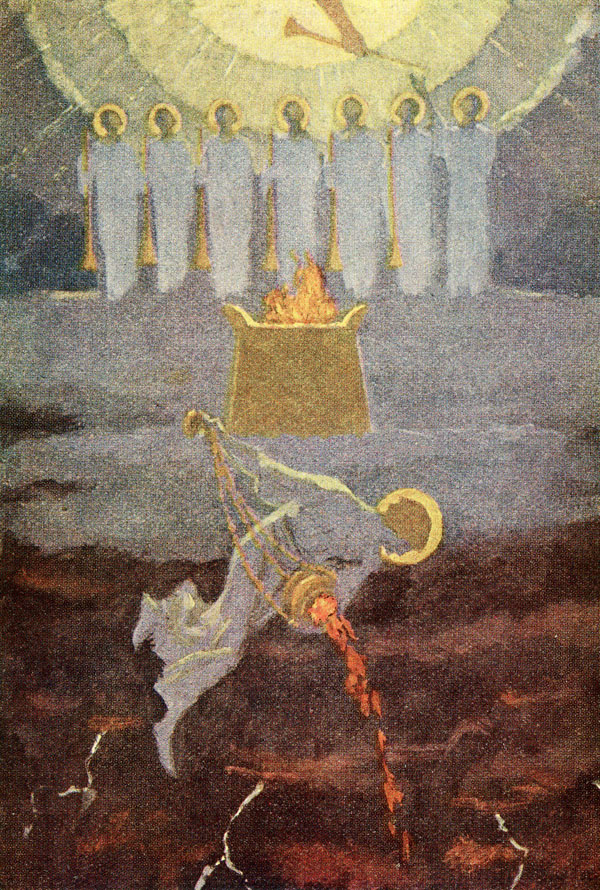
Гебхард Фугель[англ.]. «Ангел высыпает угли», 1933
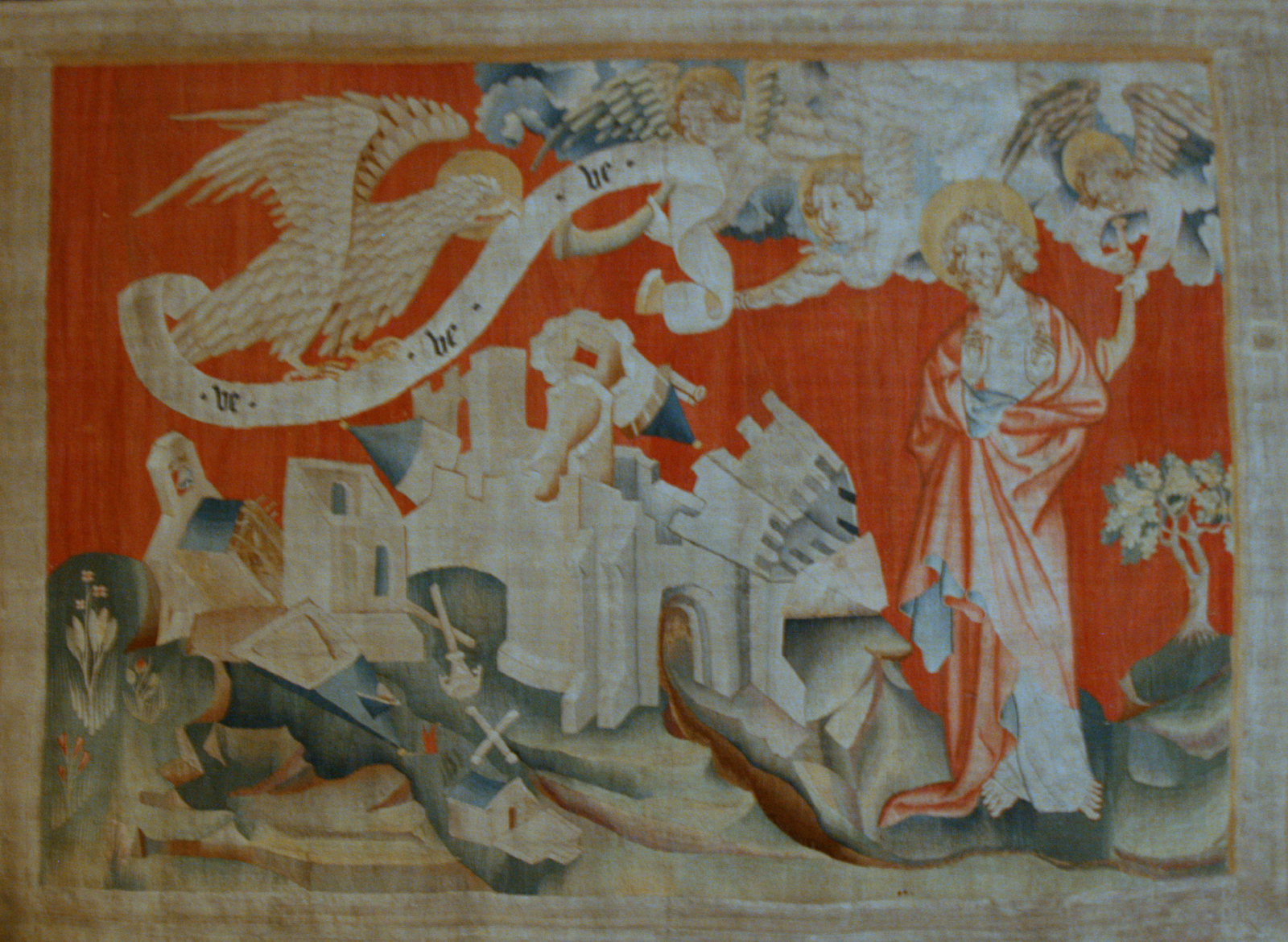
Плач орла, фрагмент гобелена «Анжерский апокалипсис», XIV век